# 칠레의 공휴일
칠레의 공휴일은 다음과 같다.
| 날짜           | 공휴일 이름                           | 비 고 |
| -------------- | ------------------------------------- | ----- |
| 1월 1일        | 양력설                                |       |
| 3~4월 중(이동) | 성금요일                              |       |
| 3~4월 중(이동) | 성토요일                              |       |
| 5월 1일        | 노동절                                |       |
| 5월 21일       | 해군의 날                             |       |
| 6월 7일        | 아리카 전쟁일                         |       |
| 6월 29일       | 성 베드로와 성 바오로 사도 대축일     |       |
| 7월 16일       |                                       |       |
| 8월 15일       | 성모 승천 대축일                      |       |
| 8월 20일       |                                       |       |
| 9월 18일       | 국경일                                |       |
| 9월 19일       | 육군의 날                             |       |
| 9월 20일       | 국경일                                |       |
| 10월 12일      | 콜럼버스의 날                         |       |
| 10월 31일      | 종교개혁기념일                        |       |
| 11월 1일       | 모든 성인 대축일                      |       |
| 12월 8일       | 원죄 없이 잉태되신 동정 마리아 대축일 |       |
| 12월 25일      | 크리스마스                            |       |